# Муссан
Мусса́н (фр. Moussan) — коммуна во Франции, находится в регионе Лангедок — Руссильон. Департамент коммуны — Од. Входит в состав кантона Западная Нарбонна. Округ коммуны — Нарбонна.
Код INSEE коммуны — 11258.

## Население
Население коммуны на 2008 год составляло 1776 человек.
| 1962 | 1968 | 1975 | 1982 | 1990 | 1999 | 2008 |
| ---- | ---- | ---- | ---- | ---- | ---- | ---- |
| 811  | 851  | 810  | 955  | 1102 | 1174 | 1776 |

## Экономика

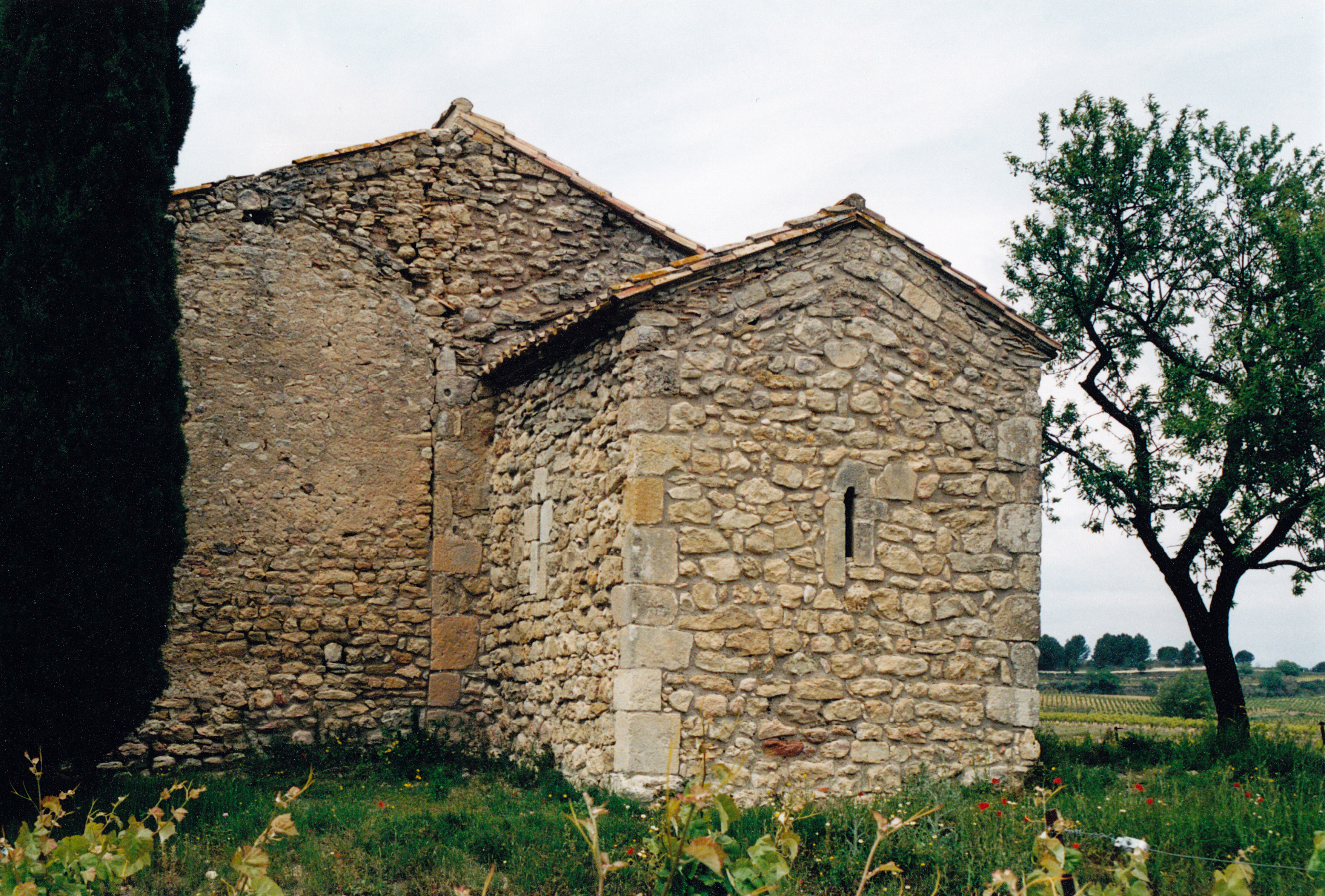
Часовня Сен-Лоран

В 2007 году среди 1077 человек в трудоспособном возрасте (15—64 лет) 803 были экономически активными, 274 — неактивными (показатель активности — 74,6 %, в 1999 году было 65,5 %). Из 803 активных работали 722 человека (394 мужчины и 328 женщин), безработных было 81 (28 мужчин и 53 женщины). Среди 274 неактивных 90 человек были учениками или студентами, 103 — пенсионерами, 81 были неактивными по другим причинам.

## Достопримечательности
- Часовня Сен-Лоран
- Замок Ведийан